# 美國國家過敏和傳染病研究所
美國國家過敏和傳染病研究所（National Institute of Allergy and Infectious Diseases (NIAID)；美國國立過敏和傳染病研究所）是美国卫生及公共服务部所屬之國家衛生院下轄的27個研究所與中心之一單位。NIAID的主要任務是進行基礎研究及應用研究，以更好地理解、治療與預防感染病、免疫病以及過敏性疾病。
NIAID在马里兰州與蒙大拿州設有"內部"(intramural/in-house)实验室，並資助美國以及全球各研究機構的科學家進行相關的研究。NIAID還與學術界、工業界、政府及非政府組織等的合作夥伴進行緊密的合作，以多方面和多學科的努力來應對新出現的，比如大流行H1N1/09病毒等對人類健康有所危害病毒之挑戰。

## 研究重點
NIAID的研究重點是：

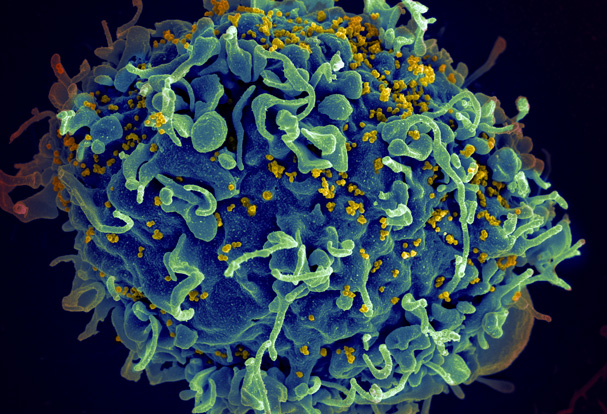
HIV感染的T細胞

1. “擴大對於傳染病，免疫病和過敏性疾病各個領域的知識廣度和深度”
2. “發展靈活的國內外研究能力，以應對可能出現的新出現和再出現的疾病威脅。”

NIAID的任務領域是：
人類免疫缺陷病毒/獲得性免疫缺陷綜合症（HIV / AIDS）
該領域的目標是找到治愈艾滋病毒感染者的方法；制定預防策略，包括疫苗和治療作為預防措施；制定治療策略，以預防和治療艾滋病毒感染者的合併感染，例如結核病和丙型肝炎；並解決艾滋病毒治療的長期後果。
生物防禦與新興傳染病（BioD）
此任務領域的目標是更好地了解這些故意出現（即有意引起）和自然出現的傳染原是如何引起疾病的，以及免疫系統如何對它們做出反應。
傳染病和免疫病（IID）
該任務領域的目標是了解免疫系統的異常反應如何在免疫相關疾病（例如哮喘，過敏，自身免疫性疾病和移植排斥）的發生中發揮關鍵作用。這項研究有助於增進人們對免疫系統健康或不健康時功能的理解，並為開發新的免疫相關疾病診斷工具和干預措施奠定基礎。

## 臨床培訓計劃
NIAID為過敏/免疫學和傳染病的醫學培訓生提供為期三年的獎學金。 這些獲得美國研究生醫學教育認證委員會（ACGME）認可的獎學金，為臨床和基礎科學實驗室提供了深入的臨床培訓和研究指導。 這兩個NIAID獎學金培訓計劃都包括一整年的臨床職責，包括第一年在美國國立衛生研究院最大的專門從事臨床研究的醫院NIH臨床中心護理患者的兩三個月。 隨後的兩年致力於研究。

## 外部連結
- Anthony S. Fauci official biography （页面存档备份，存于）
- Seattle Flu Study （页面存档备份，存于）

template:National Institutes of Health